# Aequidens diadema
Aequidens diadema és una espècie de peix de la família dels cíclids i de l'ordre dels perciformes.

## Morfologia
Els mascles poden assolir els 11,8 cm de longitud total.

## Distribució geogràfica
Es troba a Sud-amèrica: rius Amazones i Orinoco.